# آندره ایو
آندره مورگان رمی اَیو (فرانسوی: André Morgan Rami Ayew‎ ؛ زاده ۱۷ دسامبر ۱۹۸۹) بازیکن فوتبال اهل غنا است.
وی همچنین در تیم ملی فوتبال غنا بازی کرده‌است.
او فرزند دوم اسطورهٔ فوتبال غنا، عبدی پله است و دو برادر به نام‌های عبد الرحیم و ژردن دارد که هر دو نیز بازیکن فوتبال هستند.